# Preixan
Preixan – miejscowość i gmina we Francji, w regionie Oksytania, w departamencie Aude. Przez gminę przepływa rzeka Aude. 
Według danych na rok 1990 gminę zamieszkiwało 431 osób, a gęstość zaludnienia wynosiła 50 osób/km² (wśród 1545 gmin Langwedocji-Roussillon Preixan plasuje się na 548. miejscu pod względem liczby ludności, natomiast pod względem powierzchni na miejscu 824.).